# Nevşehir
Nevşehir est une ville de Turquie, capitale de district de la province du même nom.
Située en Cappadoce, la ville conserve de nombreux habitats troglodytiques.
L'ancienne ville souterraine de Kaymaklı située à une vingtaine de kilomètres au sud de Nevşehir est la plus remarquable (avec Derinkuyu) des cinq cités souterraines ouvertes au public en Cappadoce. Creusée dans le tuf friable d'une colline par les Hittites vers -1500, elle a grandi au fil des siècles, comptant désormais des kilomètres de galeries. Huit mille chrétiens, fuyant les persécutions romaines, y auraient trouvé refuge, logés sur huit étages en sous-sol.
Nevşehir a suivi les mêmes évolutions que le reste de la Cappadoce, que cela soit d'ordre politique (domination successive des grandes puissances antiques, puis grandes puissances médiévales), ou religieux (les religions polythéistes antiques, le christianisme, l'islam).

## Histoire
Pour certains, Nevşehir serait l'antique Nysse, siège de l'évêché de Nysse en Cappadoce, mais cela reste totalement incertain pour l'Église catholique qui continue d'utiliser officiellement l'appellation Nysse pour le siège d'Évêque titulaire (autrefois appelé évêché "in partibus") du successeur de saint Grégoire de Nysse.
Fondée par les Hittites, elle passa sous domination assyrienne, perse -546, puis grecque (333 av. J.-C.). À la chute de l'empire d'Alexandre le Grand, la ville fit partie du royaume de Cappadoce et fut intégrée à l'empire romain au Ier siècle av. J.-C., puis à l'empire romain d'Orient, devenu l'empire byzantin.
C'est aussi durant la domination romaine qu'elle fut christianisée, et saint Grégoire de Nysse en fut au IVe siècle, un de ses évêques.
Après la bataille décisive de Manzikert en 1071, la ville fut prise par les seldjoukides, puis par les mongols (1308), et enfin par les ottomans au XVIe siècle : elle fut alors appelée « Muşkara ». C'est cette période qui vit l'islamisation progressive de la population de la ville et de sa région.
La ville moderne doit son origine au grand vizir et beau-frère du sultan Ahmed III (1673-1736), Nevşehirli Damat Ibrahim Pacha, qui y naquit : il dota sa ville natale de mosquées, fontaines, écoles, auberges et hammams, et la renomma « Nevşehir » (« nouvelle ville »).